# Філіп Якоб Кречмар
Філіп Якоб Кречмар (нім. Philipp Jakob Cretzschmar; 11 червня 1786 —  4 травня 1845) — німецький анатом і зоолог.

## Біографія
З 1804 року Кречмар вивчав натурфілософію у Вюрцбурзькому університеті, пізніше медицину в Галльському університеті. Після свого вислання Наполеоном в 1807 році він повернувся у Вюрцбург і, склавши іспит, здобув науковий ступінь. Після роботи хірургом у Відні й Парижі, почав лікарську практику у Франкфурті-на-Майні, де навчався анатомії та зоології в медичному інституті Зенкенберга.
Він був співзасновником товариства з вивчення природи імені Зенкенберга, директором якого він став 1817 року й керував яким майже 30 років. З Едуардом Рюпелем опублікував результати досліджень експедиції в Африку. В роботі Едуарда Рюпеля «Атлас до поїздки по Північній Африці» (Atlas zu der Reise im nördlichen Afrika), що з'явилася у Франкфурті-на-Майні з 1826 по 1828 роки, він займався розділом про птахів, у якому описав приблизно 30 нових видів, серед них папугу-довгокрила жовтоплечого (Poicephalus meyeri), чаплю-велетня (Ardea goliath), вівсянку совоголову ( Emberiza caesia), дрохву нубійську (Neotis nuba) і вертунку (Scotocerca inquieta). Крім того, Кречмар — автор описання антилопи шаблерогої та газелі сомалійської.